# Вудмен (містечко, Вісконсин)
Вудмен (англ. Woodman) — місто (англ. town) в США, в окрузі Грант штату Вісконсин. Населення — 158 осіб (2020).

## Демографія
Згідно з переписом 2010 року, у місті мешкало 185 осіб у 77 домогосподарствах у складі 53 родин. Було 112 помешкання
Расовий склад населення:
| - 98,4 % — білих |

До двох чи більше рас належало 1,6 %. Частка іспаномовних становила 0,5 % від усіх жителів.
За віковим діапазоном населення розподілялося таким чином: 21,6 % — особи молодші 18 років, 64,3 % — особи у віці 18—64 років, 14,1 % — особи у віці 65 років та старші. Медіана віку мешканця становила 48,9 року. На 100 осіб жіночої статі у місті припадало 131,2 чоловіків;  на 100 жінок у віці від 18 років та старших — 123,1 чоловіків також старших 18 років.
Середній дохід на одне домашнє господарство  становив 67 065 доларів США (медіана — 46 875), а середній дохід на одну сім'ю — 74 839 доларів (медіана — 51 250). Медіана доходів становила 48 750 доларів для чоловіків та 37 500 доларів для жінок. За межею бідності перебувало 3,3 % осіб, у тому числі 0,0 % дітей у віці до 18 років та 7,3 % осіб у віці 65 років та старших.
Цивільне працевлаштоване населення становило 59 осіб. Основні галузі зайнятості: освіта, охорона здоров'я та соціальна допомога — 27,1 %, роздрібна торгівля — 15,3 %, сільське господарство, лісництво, риболовля — 15,3 %.